# نیو-برتا
نیو-برتا (به هلندی: Nieuw-Beerta) یک منطقهٔ مسکونی در هلند است که در شهرستان الدآمبت واقع شده‌است. نیو-برتا ۱۲۰ نفر جمعیت دارد.